# Sergey Gurenko
Syarhey Vitalyevich Hurenka ou Sergey Vitalyevich Gurenko - respectivamente, em bielorrusso, Сяргей Вітальевіч Гурэнка e em russo, Сергей Витальевич Гуренко (Hrodna, 30 de setembro de 1972) - é um ex-futebolista e treinador de futebol bielorrusso. Atualmente, treina o Dínamo Minsk.

## Carreira
Gurenko iniciou sua carreira futebolística em 1989, no Neman Grodno. Pelo clube de sua cidade natal, realizou 185 partidas e marcou 5 gols em sete temporadas. Desempenho que lhe rendeu a contratação do zagueiro pelo Lokomotiv Moscou, onde jogou 112 vezes e marcou quatro gols.
Contratado pela Roma em 1999, Gurenko pouco atuou: foram apenas sete partidas. Entre 2000 e 2001, foi emprestado ao espanhol Real Zaragoza, atuando em 11 partidas. De volta ao futebol italiano, acabou dispensado pela Roma e acertou com o Parma - novamente o zagueiro entrou em campo 11 vezes. Pelo Piacenza, esteve presente em 25 partidas e marcou um gol.
Gurenko regressou ao Lokomotiv Moscou em 2003, sendo inclusive um dos vice-capitães da agremiação. No ano seguinte, foi fundamental para o título do Campeonato Russo atuando como volante. Até 2008, realizou 113 jogos e marcou 2 gols.
Liberado pelo Lokomotiv em 2009, Gurenko decidiu voltar à Bielorrússia para jogar no Dínamo Minsk. Em julho de 2009, acumulou a função de assistente, encerrando sua carreira de jogador pela primeira vez em agosto. Retornou aos gramados em 2014, aos 41 anos, defendendo o Partizan Minsk na segunda divisão nacional. A reestreia foi contra o FC Kletsk, que terminou derrotado por 3 a 0. Ele ainda jogaria outras 6 partidas antes de sua aposentadoria definitiva.

## Pós-aposentadoria
Logo após deixar os gramados, Gurenko foi promovido ao cargo de treinador do Dínamo Minsk após a saída de Kirill Alshevskiy, exercendo a função até 2010, quando foi contratado pelo Torpedo-BelAZ Zhodino.
Após nova passagem pelo Dínamo (agora como diretor-esportivo) e ter exercido funções de auxiliar de Slavoljub Muslin no FC Krasnodar, trabalharia ainda no Spartak Nalchik, também como assistente.

## Seleção
Pela Seleção Bielorrussa de Futebol, Gurenko disputou oitenta jogos entre 1994 e 2005, marcando três gols. É o segundo jogador que mais vezes atuou pela equipe.